# Слов'янка (Джанкойський район)
Слов'я́нка (до 1945 року — Джан-Болди-Вакиф, крим. Can Boldı Vaqıf) — село Джанкойського району Автономної Республіки Крим. Населення становить 183 особи. Орган місцевого самоврядування — Яркополенська сільська рада. Розташоване на півдні району.

## Географія
Слов'янка — село на півдні району, в степовому Криму, біля кордону з Красногвардійським районом, висота над рівнем моря — 32 м . Найближчі села: Нахідка — менше кілометра на південний схід і Вишняківка Красногвардійського району в 1,7 км на захід. Відстань до райцентру — близько 16 кілометрів, найближча залізнична станція — Відрадна — близько 7,5 км.

## Історія
Селище, з назвою Вакуф-Джамбулду, на території Тельманського району (перейменованого указом Верховної Ради УРСР № 621/6 від 14 грудня 1944 року в Красногвардійський), на місці нинішньої Слов'янки, вперше в доступних документах зустрічається на п'ятикілометровій мапі Генштабу 1938 року видання, потім, на двухкілометровці РККА 1942 року (на кілометровій мапі Генштабу Червоної армії 1941 року, в якій за основу, в основному, були взяті топографічні мапи Криму масштабу 1:84000 1920 року і 1:21000 1912 року, на місці села нічого немає, як і на мапах XIX століття). Указом Президії Верховної Ради Російської РФСР від 18 травня 1948 року, Джамбулду-Вакуф (або Вакуф-Джамбулду) перейменували в Слов'янку.
1 січня 1965 року, указом Президії Верховної Ради УРСР «Про внесення змін до адміністративного районування УРСР — по Кримській області», село включили до складу Джанкойського району .